# 安格斯·泰勒
安格斯·泰勒（Angus Taylor，1966年9月30日—）是一位澳洲政治人物，他的黨籍是澳洲自由黨。自2013年開始，他是休謨選區選出的澳大利亞眾議院的議員。2016年，他被任命為澳洲社會服務部副部長。